# Ansano Giannarelli
Ansano Giannarelli (né le 10 juin 1933 à Viareggio et mort le 26 août 2011 à Rome) est un réalisateur et scénariste italien.

## Filmographie partielle
Comme réalisateur
- 1963 : I misteri di Roma (film à sketches)
- 1969 : Sierra Maestra
- 1973 : Non ho tempo
- 1984 : L'addio a Enrico Berlinguer (documentaire)
- 1987 : Remake